# 绥蒙军区
绥蒙军区是1945年成立的中国共产党领导的一个军区。后沿革为绥远军区（绥远省军区）、并入内蒙古军区。

## 绥蒙军区历史
1938年6月，中共中央、毛泽东决定开辟大青山抗日游击根据地，以坚持绥远抗战、牵制日本驻蒙军不能南侵伊克昭盟，保卫陕甘宁边区的北大门。八路军总部决定以一二〇师三五八旅七一五团和师直骑兵连，组成“大青山抗日游击支队”。李井泉任支队长兼政委，姚喆任参谋长，彭德大任政治部主任。1939年6月大青山抗日游击支队改编为大青山骑兵支队，下辖三个骑兵营，李井泉任司令员（1940年5月姚喆接任司令员）兼政委，姚喆任副司令员。1940年4月到12月，日军连续11次大规模“扫荡”大青山抗日游击根据地，大青山骑兵支队同日军、伪军战斗95次，毙敌794人，俘敌193人。1940年底，根据毛泽东、朱德给八路军一二〇师师长贺龙《关于将大青山骑兵支队营建制改为团的建制的请示》的批复，大青山骑兵支队下辖的三个骑兵营分别改成骑兵团。
1941年6月，日军对大青山地区推行第一次“治安强化运动”。1942年1月又推行第二次“治安强化运动”。1942年7月下旬日军驻蒙军5000余人对大青山根据地绥中地区大规模“扫荡”，8月中旬又出动2000余人对蛮汉山地区进行“扫荡”，八路军大青山骑兵支队被迫分散行动，支队司令部撤到山西右玉一带，大青山骑兵支队部分部队分批分期转战至绥西、绥中。1942年11月，为了统一对绥远、雁北工作的领导和精兵简政，八路军一二〇师兼晋绥军区决定将大青山骑兵支队与晋绥五分区合并为塞北军分区，司令员姚喆、政治委员高克林，原五分区部队改为雁北支队，取消大青山骑兵支队番号，原骑兵1、2、3团番号不变。1944年到1945年，日军撤出绥远省的一些据点，国民革命军趁机抢占战略要地，并且向大青山地区增派军队以控制大青山地区。塞北军分区骑兵第2、3团进行反击。
1945年2月17日，为加强绥远工作的开展，中央批准晋绥分局下属之塞北区工作委员会改组为绥蒙区委员会，高克林任书记，并以高克林、姚喆、张达志、乌兰夫、武开章、杨植霖、苏谦益、白成铭、曹振之、康健民等10人为区党委委员；同时成立绥蒙区行政公署。1945年7月，晋绥军区报经中共中央书记处批准，绥蒙区行政公署改为绥蒙政府，乌兰夫任主席，杨植霖任副主席，王铎任秘书长，下辖绥中、绥南、绥西、雁北4个专署；同时，塞北军分区改为绥蒙军区；党政军机关驻偏关县。8月初，塞北军分区开始以绥蒙军区名义行文发令。司令员姚喆，政治委员张达志/高克林(1946年1月起)，副司令员王长江，副政治委员张达志（1946年1月降任）/苏谦益，参谋长邓家泰/樊哲祥/刘华香，政治部主任饶兴，供给部部长张升初，卫生部部长潘本善，司令部一科科长贺寿祺。辖：
- 绥蒙军区骑兵旅：1942年10月，留守兵团警备骑兵团、保安骑兵团、359旅骑兵大队合编为陕甘宁晋绥联防军骑兵旅。后调入晋绥军区。1945年3月骑兵旅调入大青山，划归绥蒙军区建制。1945年9月骑兵旅与塞北军分区骑兵2、3团在商都地区合编为绥蒙军区骑兵旅。旅长康健民，政治委员李佐玉/王再兴，参谋长王智，政治部主任王弼臣。 驻平鲁县白堂乡窝窝会村。
  - 骑兵第1团：团长朱秉才，政治委员张治珍，政治处主任王星昌。由陕甘宁晋绥联防军骑兵旅的5个骑兵连编成。
  - 骑兵第2团：团长黄厚，政治委员彭静山（原名彭宝山）/赖万生，副团长余有清，参谋长何益海,政治处主任刘震/薛志明。由塞北军分区第二团编成。1947年7月调陕北战场。后沿革为中国人民解放军骑兵第二师第四团、陆军第二十师第五十九团。
  - 骑兵第3团：团长姜文华/李发应，政委王昱昌,副团长汪贤才，政治处主任包盛标，副参谋长李明喜。由在绥西活动和发展的塞北军分区第三团编成。
  - 骑兵第4团：活动在绥南蛮汉山一带的塞北军分区第一团编成。1947年7月调陕北战场，后沿革为中国人民解放军骑兵第二师第五团、陆军第二十师第六十团。
  - 骑兵第5团：由陶（林）集（宁）大队编成。
- 第9团：原十一分区九团。团长胡定发，政治委员白炳勋，参谋长 罗天泽，政治处主任杨镇高。后为晋绥野战军独立第2旅9团团长，第一野战军3军8师24团。
- 第27团：团长兴中，政治委员钟生溢/李发应，副团长 韩双亭，副参谋长仇太兴，政治处副主任谢特山。冀中18团、27团、29团三个团合编为晋绥27团，团长马仁兴、政委钟生溢（19团原政委）、副团长兴中（29团原团长）、参谋长张榜华、韩双亭、政治处主任蒋崇璟。原18团部队编为1营，29团编为2营，27团编为3营。共有3500人。超编干部编入干训队。1945年8月，在吕正操指挥下，马仁兴率27团兵出绥远，八战七捷，重创傅作义部，开启平绥路战役的序幕。
- 偏清支队：支队长罗成章，政治委员王坚，副政治委员陈寿华，副参谋长梁子俊
- 陶（林）集（宁）支队：政治委员慕湘
- 绥西军分区司令员蔡久 政委白成铭
- 绥蒙行政公署公安局局长裴周玉
- 绥蒙军区武装委员会主任李荆璞 副主任马亚夫

在抗日战争胜利前夕，八路军绥蒙军区全面进行反攻作战，姚喆奉命集中原来的大青山骑兵支队兵力，配合晋绥军区主力及晋察冀军区一部，截断平绥铁路，收复沿线的丰镇、集宁等等城镇。8月15日解放凉城县城、8月16日解放右玉县城。党政机关到了杀虎口，接到上级命令改向苏蒙联军解放的商都行军，因为归绥已被傅作义抢占。8月中旬，傅作义以一个师的先头部队配合乔汉魁（前独立第3旅少将旅长）1000多骑兵攻打凉城县田家镇。“城内有我方守军300余人。双方战斗自早7时打响，战至中午12时。”8月27日，在晋绥军司令员吕正操指挥下，晋绥军区独二旅旅长许光达及孙志远亲自指挥增援部队，从城南、北两面进击，与守城部队里应外合，彻底击溃了攻城的敌人，收复了田家镇。不久，晋绥32团、27团于八苏木王墓山一带歼灭由丰镇沿天成进入岱海滩南北的暂编第17师一团1000多步兵和鄂友山的骑兵旅。8月22日，攻克了集宁、丰镇两县城及火站。接连收复左云、兴和等县城。
1945年9月，绥远国军傅作义部先后夺占八路军已收复的淸水河、凉城、武川、陶林、集宁、丰镇等县城及平绥铁路沿线重要村镇要点。绥蒙军区部队由于与敌力量悬殊太大，晋绥野战军主力尚不能集中，被迫退守商都地区整顿组织，剿灭流散伪军土匪，以准备配合晋绥、晋察冀主力，反击国军进攻。1945年9月9日傅作义部抵柴沟堡、王官屯一带，冀察军区主力于渡口堡歼灭向张垣挺进之马占山的“东北挺进军”骑五师主力，并收复兴和、尚义两县城。
1945年9月15日，根据上级决定，在左云成立雁门区党委、行署，高克林任雁门区党委书记，刘墉如任雁门行署主任，张达志代理绥蒙区党委书记。1945年9月在商都县建立绥蒙建国学院，院长乌兰夫，教育长武达平，1945年11月迁入集宁。
1945年10月14日，八路军晋绥军区部队进军绥远途中解放隆盛庄后，国民党军放弃丰镇撤退，丰镇县第二次解放。绥蒙区委、绥蒙政府由商都县城进驻丰镇，驻地设在原城隍庙后街耶稣堂院内。绥蒙区委、绥蒙政府重组了丰镇县铁路工会，成立了丰镇回民联合会，组建了丰镇县职工联合会。
1945年10月19日至12月14日，晋察冀、晋绥两野战军在聂荣臻、贺龙统一指挥下发起了平绥路战役，绥蒙军区各分区部队及地方游击队担任掩护交通，剿灭匪患，维护社会治安；绥蒙军区主力骑兵部队配合野战军行动，担任搜索侦察；绥蒙军区第9团配合野战军于10月20日攻占凉城；绥蒙军区4个骑兵团由商都出发经绥北陶林、清河及卓资山抵近归绥外围，在战役第一阶段于10月26日在归绥城东北之保尔合少战斗，歼第101师部队百余人，迫守军从郊区退缩归绥城。战役第二阶段，八路军野战军围攻归绥城，绥蒙军区骑兵部队配合野战军一部沿绥包铁路向西扫荡，进行了兵州亥（属土默特左旗）、乌尼善旦战斗，并收复了陶思浩、公积坂、磴口等车站，11月10日进抵包头城西北；战役第三阶段，八路军野战军主力攻击包头，绥蒙军区主力保障攻包部队安全，担任对宁夏可能增援之敌的警戒堵击任务，11月中旬挺进到包头以西。11月30日在东西打拉亥一带击溃宁夏马鸿逵部之马其良骑兵师两个团的援军，并向西追击迫其退回。1945年11月30日，绥蒙军区骑兵旅在武川县蒙克寺大东滩经13个小时战斗，毙敌657人，受到中央军委通令嘉奖，全旅荣记大功一次。12月上旬八路军野战主力决定撤围包头、归绥，绥蒙军区骑兵部队担任后卫警戒，保障主力安全撤退，顺利的完成任务。战役结束后，晋察冀第一野战军在绥东集结休整；绥蒙军区骑兵旅三个团配备于绥北陶林、武川地区；骑兵第1团配备于绥南地区掩护休整的晋绥野战军；绥蒙军区第九团配备于绥东地区；军区、各分区开展群众工作，剿除匪患。
1946年1月10日至17日停战令颁发生效前后的数日内，国军对绥蒙地区的进攻达到空前状态。绥远傅作义军倾其全部兵力与大同阎军东西呼应，企图夺取卓资山、集宁、丰镇等重镇，打通大同与归绥间铁路交通。1月12日暂三军袭卓资山被晋绥野战军击退并歼贺根武部一个团，同日侵占和林与陶林两县城；1月13日骑兵三千余侵占集宁城；同日侵占和林之敌一部进犯凉城被绥蒙军区第十一分区部队击退；1月14日大同马占山东北挺进军部占孤山；伪蒙军王英部一度袭入丰镇城内被晋察冀第一野战军打垮残部缩回原地；1月15日大同省防军千余侵陷雁北左云县城。1月16日至18日绥蒙军区骑兵旅、步兵第九团配合晋绥野战军第27团、晋察冀野战军马龙旅，在绥蒙军区统一指挥下发动了集宁战斗，歼灭进犯傅军大部，收复了集宁城；与此同时，绥蒙军区第五分区集中全部兵力，将进犯左云之敌围困于城內，阎军见势不利，失去固守信心，于1月20日弃城突围，沿途受地方八路军追击截击，退缩回大同。停战后，国军暂时停止了大规模的军事进攻，操纵伪蒙军与土匪武装并派遣武装特务，向解放区蚕食进攻。绥蒙军区采取“积极防御自卫”方针还击蚕食，并利用空隙时间进行了练兵运动、精兵简政与整编及部队复员等工作。
绥蒙区党委国军工作部（城工部）部长潘纪文。
1946年6月26日，国共内战正式爆发。绥蒙军区部队在绥蒙地区以广泛的游击战争坚持原地斗争，积极配合晋北野战军发动的晋北战役。1946年7月至9月大同集宁战役。绥蒙军区五分区部队在朔县之战后北上至怀仁，8月2日与晋察冀部队配合围困怀仁城。8月3日怀仁守军突围北窜，被追、截、堵，大部被歼，残部逃入大同，五分区部队即进抵大同近郊配合野战军攻城，两次攻击城西的晋北学院据点未克，后守军逃回大同城內。绥蒙军区骑兵旅与第十一军分区部队监视归绥、陶林等地国军动态，第十一军分区第7团与骑一团于归绥、凉城交界处打击杂牌骑兵进扰。1946年8月抗大七分校校长王长江调任绥蒙军区副司令员。9月7日野战军主力全部肃清大同城廓外围及城郊据点，逼近城垣，傅作义部倾巢东援，9月5日陷卓资山，9月9日进至集宁近郊。绥蒙军区以直属特务营、第9团与配属的野战军第2团、第5团，固守集宁城；第十一军分区第7团、骑一团及野战军特务团在凉城附近牵制从西沟門方向前进之敌；绥蒙军区骑兵旅于集宁外围机动作战。傅军先头骑兵四千余抵近城郊，绥蒙军区骑兵旅与其一部遭遇并击溃之，追歼五十余人骑。9月10日晨傅军向集宁城进攻，集宁保卫战暴发。野战军先后歼灭暂11师大部及暂17师一部。集宁守军经三昼夜激烈争夺战，城外水楼山、卧龙山阵地失守，傅军突入城内之西南部。9月13日24时八路军主动撤出战斗，放弃集宁，于9月14日撤围大同。绥蒙军区骑兵旅掩护野战军安全转移至雁北左云一带休整；与此同时，第十一军分区部队配合野战军特务团保卫凉城，先后击溃了绥远保安旅、暂骑二纵队、补訓101师等进犯。在绥南陆续放弃凉城、新堂一线。大同集宁战役失利后，绥蒙区委、绥蒙政府撤出丰镇，迁至山西雁北左云地区。该处旧址现在作为基督教场所使用。绥蒙解放区面积大为缩小，绥东、绥南的县城尽失，在绥远仅存丰、凉、托、和、淸等县边沿的一些山区老根据地。绥蒙军区机关及个别部队在左云召开民主大会，总结半年来工作并作思想检查，对机关、部队中的混乱情绪有所稳定。司令员姚喆组建前进指挥部在前线作战，副司令员王长江在左云负责民兵组训和粮秣工作。
1946年11月10日，中央军委决定撤销雁门军区，将雁门军区所辖第五军分区、第十一军分区拨归绥蒙军区建制，第二军分区、第六军分区直属晋绥军区领导。傅军占绥东绥南后，主力东进张家口等平绥铁路东段，后方兵力不足，故极力培养与发展地方武装，以维护后方统治。绥蒙军区则坚持雁北、开展敌后游击战争之方针，于1946年11月至1947年2月，寻找敌薄弱点，稳步出击。绥蒙军区骑兵旅自1946年11月至12月两次北上绥远深入敌后，11月初于武川西河子解放大批壮丁，11月5日于凉城地区击溃敌骑两个纵队和一个保安团，最后于武川蒙克寺一仗，在严寒的气候下将暂十师二团精锐部队大部歼灭。11月17日第五军分区第2团奔袭大同附近之小站，歼灭守军；步四团与十一分区骑一团配合三旅部队，1月1日攻克淸水河城歼守敌800余；十一分区步七团12月10日拔除了新凉公路上毛不浪据点；骑兵旅于平绥铁路以北返回绥南后，又于1月30日与五分区步四团、十一分区骑一团，配合袭击淸水河地区盘据之敌绥远保安旅，歼敌一个团；另外敌人这一时期也常对我采取袭击，我个别部队因警觉不高而受到损失。这一时期我军事斗争的胜利主要是以攻为守，深入敌后，打击了敌人的凶焰，大大鼓舞了敌后人民的情绪，部队也得到了战斗锻炼与补充。
1947年3月13日，胡宗南部进攻延安，阎锡山与傅作义部为配合胡宗南部在西北战场的进攻，集中主力一部，于1947年3月下旬向雁北发动进攻战役，3月25日至30日侵占左云、右玉、怀仁等3座县城，至5月上旬第101师、骑4师东调，战役结束。绥蒙军区司令部撤出左云，从1947年3月到1948年7月，在朔州市平鲁区窝窝会村驻扎近一年半。
1947年7月31日，晋绥军区划归陕甘宁晋绥联防军。绥蒙军区隶属晋绥军区，下辖：
- 第5军分区：司令员王赤军/左齐/罗斌/张达志 政委李登瀛。1945年9月由重建的塞北军分区改称，辖骑兵大队和清河支队。1947年10月撤销。
- 第11军分区：司令员黄立清 政治部主任袁意奋/沈毅忱。1945年9月组建，为绥南军分区，辖第3支队。1947年10月撤销。
  - 骑兵第1团：1947年9月调西北战场
- 绥蒙军区骑兵旅：1947年9、10月间，骑2团、骑4团调归陕北。后组建陕甘宁晋绥联防军区骑兵第二旅。

1948年3月20日到4月上旬，绥蒙军区配合晋察冀野战军发动察南绥东战役。军区前司率3个步兵团北上作战，军区骑兵旅于丰凉地区机动作战，各支队、独立营、武工队向敌逼近扩大解放区。由于晋察冀野战军主力为右翼在察南地区箝制与打击傅军主力；北岳军区地方部队组成左翼部队向雁北之东地区出击，雁北地区各地守军纷纷弃城逃回大同。怀仁支队与左云、右玉2独立营，分别收复怀仁、左云、右玉三县城；丰凉支队步兵大队配合绥蒙军区3个步兵团拔除厂汉营据点；军区骑兵旅逼近平绥路，袭击红砂坝车站，暂七旅被击溃；骑兵旅在绥南地区于4月12日袭击新堂、4月17日袭击归绥平川之东西黄合少、4月19日合击蛮汉山之后特拉，三战皆捷共歼敌305人。军区3个步兵团配合野战军攻克凉城歼补训第十一师大部，残部溃逃途中被托和大队歼92人，少数敌逃散。晋察冀主力攻克凉城后，4月中旬转向雁北，4月末围困应县县城。5月初骑兵旅为了掩护地方开辟工作进至丰镇以东兴和、阳高之间地区，活动月余，于元山子、五家营子两次击溃敌地方武装、自卫团、联庄等武装。应县被围困月余，5月22日绥远、大同国军集中主力一部来援，山阴独立营于桑干河北岸担任警戒，因指挥问题，全营大部受损。5月25日应县守军弃城逃窜，雁北地区仅剩大同孤城。
1948年8月军区主力部队进行整编，未进行较大的战斗；绥蒙军区重建第5、第11军分区。以晋绥军区第2军分区机关为基础重建绥蒙军区第5军分区。
1948年8月底，绥蒙军区机构大部在左云组建西北野战军第八纵队（司令员姚喆），受华北第3兵团司令员杨成武的指挥，1948年9月，根据中央军委决定，绥蒙军区机构大部在左云组建为西北野战军第八纵队机关；绥蒙军区由副政治委员饶兴、参谋长刘华香主持日常工作。晋绥边区政府任命杨植霖为绥蒙政府主席，闫秀峰为副主席。重新组织了政府各机构，把分散在晋西北后方的大部分人员调回。第八纵队编制为：
- 司令员姚喆
- 副司令员兼参谋长王长江
- 第11旅：以第43、44、45团组建
- 第14旅：由第2军分区第34团、大（同）左（云）支队、怀仁支队合编
- 骑兵第1旅：绥蒙军区骑兵旅改称。辖骑兵第1、第3、第5团。

1948年9月14日至10月31日，为配合辽沈战役，牵制傅作义，西北野战军第八纵队配合华北野战军第三兵团发起察绥战役。9月24日，八纵由左云出发，配合友军攻占丰镇。9月27日，8纵奉命主攻集宁，仅用了半天时间就全歼守军2400余人占领该城，击毙整编骑兵第12旅副旅长兼城防司令王炳儒。由于华北剿总傅作义调第三十五军主力附3个骑兵旅向归绥和集宁增援，9月30日八纵奉命放弃集宁，转移到集宁以南和以西地区监视傅作义部动向。此后八纵又先后攻占了陶林、乌兰花和武川。11月华北野战军主力东调包围张家口，察绥战役结束。11月中旬，第八纵队又奉命在包头、萨县地区坚持牵制敌军，至11月28日结束任务向绥东的卓资山、集宁地区转移。八纵从9月至12月初先后解放了绥东重镇集宁及陶林、武川、乌兰花、固阳等城镇和广大地区。绥东、绥南之丰镇、陶林、卓资、武东、凉城、和林、清水河等几个县解放，绥蒙局面全新。察绥战役中绥蒙军区地方部队与民兵担負了剿匪与保护交通，打击窜扰的小股杂牌敌军，与晋绥警一团配合解放清水河县城。这一阶段曾进行过兵把营子、黑老二窑子、范四窑子、兰家窑子、保尔䳄䳓等战斗。已解放各县均成立起大队，支队。华北野战军东移后，绥远国军又占和林、凉城、卓资山。
1948年12月5日第四野战军与华北野战军发动了平津战役，12月24日张垣解放，全歼守敌。凉城、和林守军退回归绥，卓资山守军退至旗下营一带。绥蒙军区与西野八纵于1949年1月1日颁发联合命令，决定各部队以战备姿态控制于机动位置，争取短期训练准备，随时配合八纵队主力打击归绥方面可能出扰之敌与大同方面可能逃跑之敌。1月中旬天津解放后，北平傅作义部谈判和平改编，归绥国军恐慌异常，八纵队全部西进，集结于福生庄、大榆树一带。军区一、四支队与骑兵支队参加了1月28日八纵发动的干只忽洞战斗，2月4日的舍必崖战斗。2月12日至27日八纵队骑兵旅、察哈尔骑兵旅、内蒙古骑兵十一、十六两师、绥蒙军区骑兵支队发动绥北战役，将由张垣溃逃至武川乌兰花一带盘踞之敌骑给予了沉重打击。
1949年2月下旬，第八纵队改编为中国人民解放军第八军，军长姚喆，副军长兼参谋长王长江。
1949年4月下旬绥蒙军区发动剿匪，军区骑兵部队参加了第八軍与察哈尔军区部队围困大同行动，5月1日大同和平解放。第八军移驻集宁休整。1949年5月中旬，第八军奉命撤消番号，所属部队与绥蒙军区合并为绥远军区。6月29日，绥远军区正式成立，司令员姚喆，王长江任军区第一副司令员。

## 绥远军区
1949年5月中旬至6月22日，撤销第八军番号，5月29日第八军与绥蒙军区在集宁合并组成绥远军区，司令员姚喆，政委高克林，副司令员王长江，副政委杨叶澎，参谋长刘华香，政治部主任裴周玉，政治部副主任雷宜之。隶属于华北军区。下辖第22师、第23师、骑兵第1师。内蒙古骑兵第4师、第5师由绥远军区代管与领导。
- 第22师，樊哲祥任师长，黄立清任政治委员；
- 第23师，罗斌任师长，姜文华任政治委员。
- 骑兵第1师：康健民任师长，李佐玉任政治委员
- 内蒙古骑兵第4师：内蒙古骑兵第11师改称。师长兼政治委员赵璧成
- 第5师：内蒙古骑兵第16师。师长寒峰

军区成立后当即召开了剿匪会议，军区所属各县大队与七一团、骑兵支队，及各师抽出一部力量，划分区域进行普遍淸剿。两月余，残留股匪基本肃淸，蒙骑四师解放了四子王旗。由于剿匪的深入性不够，故散匪仍在边沿地区大肆活动。军委和华北军区相继发布了有关解放军统一正规化的“六一五”命令与“六一六”训令。为贯彻军委命令，绥远军区各师、团、营从6月下旬进入练兵热潮，并于“八一”建军节进行了大检阅。8月下旬军区科团以上于部参加了绥远省委召开的扩大干部会议，听取了有关我党中央对和平解决远问题的方针和华北局的指示。
1949年9月19日董其武率部4万余人宣布参加绥远和平解放。
1949年10月，组建绥东军分区、绥南军分区，同时西北军区的伊盟军区（相当于军分区）划归其建制（后改为军分区）。1949年11月,第22师与第23师合并为第22师。 
1949年12月13日中央人民政府人民革命军事委员会任命了绥远省军区领导人。1950年1月，华北剿总驻绥指挥所、绥远省保安司令部与绥远军区合编组成新的绥远省军区，撤销原绥东军分区：
- 司令员傅作义兼
- 政治委员薄一波兼，
- 副司令员乌兰夫、董其武、姚喆、孙兰峰
- 副政治委员高克林、苏谦益、杨叶澎、王克峻
- 参谋长于权伸，副参谋长袁庆荣
  - 作战科长董希珍
  - 侦察科长张露
  - 通信科长洪杰
  - 队列科长杨绍震
  - 管理科长王庶廉
- 政治部主任裴周玉
  - 政治部副主任雷宜之、阎又文
  - 组织部部长李希圣（后任绥远省军区干部部副部长）
  - 宣传部长阎伯珍，副部长李俊修
  - 保卫部长王帮荣
- 供给部部长张升初，副部长潘瑞征、王度，政治委员黎竞
- 卫生部部长李振智，政委许义华
- 第22师，师长樊哲祥，政治委员罗斌政委罗斌、参谋长白炳勋，政治部主任李兰芳。1951年11月调离绥远军区，参加抗美援朝战争，补充在秋季反击战中损耗过大的第二十兵团。第22师机关部分人员和第65团共1800多人编入第六十八军第202师第606团和204师第612团，第22师师直部分干部、部分连队和第64团补入第六十七军第201师；第22师机关部分干部、部分连队和第66团第一、三营补入第六十七军第200师，师政委李兰芳改任第200师政委；第22师部分师团机关干部、部分连队和第66团第二营、师教导队、警卫营补入第六十七军第199师，师参谋长白炳勋改任第199师参谋长；第22师其余人员补入第六十七军军直。
- 骑兵第1师，政治委员李佐玉
- 包头警备司令部，司令员王雷震
- 归绥市警备司令部，司令员张潜，政治委员吴立人（市委书记兼），副司令孟昭弟
- 伊盟军分区（内蒙古骑兵第5师兼），司令员王悦丰，政治委员高增培
- 乌盟军分区（内蒙古骑兵第4师兼），司令员毕力格巴图尔，政治委员韩是今
- 陕坝军分区，司令员杨维垣，政治委员沈新发
- 包头军分区。1950年2月绥南军分区与包头军分区合编为萨县军分区。司令员刘华香，政治委员赵展山
- 集宁军分区，司令员张文卿、黄厚，政委朱世钧
- 第三十六军，军长刘万春，政治委员康健民。辖第106、第107、第108师和暂编骑兵旅。
- 第三十七军，军长张世修，政治委员帅荣。辖第109、第110、第111师和暂编骑兵旅。
- 骑兵第4师，师长鄂友三，政治委员白正刚

1950年12月，以绥远军区第三十六军、第三十七军和骑兵第4师组成中国人民解放军第23兵团，调归华北军区建制，准备抗美援朝。
1951年8月20日，绥远省军区改称绥远军区，领导人不变。1952年5月,骑兵第1师与骑兵第3师合并,脱离绥远军区建制。1952年8月，绥远军区与内蒙古军区合并为绥蒙军区；9月，改称蒙绥军区，归华北军区建制。1954年3月25日，蒙绥军区改称内蒙古军区，乌兰夫任司令员兼政委。